# ジローラモ・フラカストロ

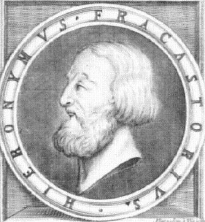
ジローラモ・フラカストロ。

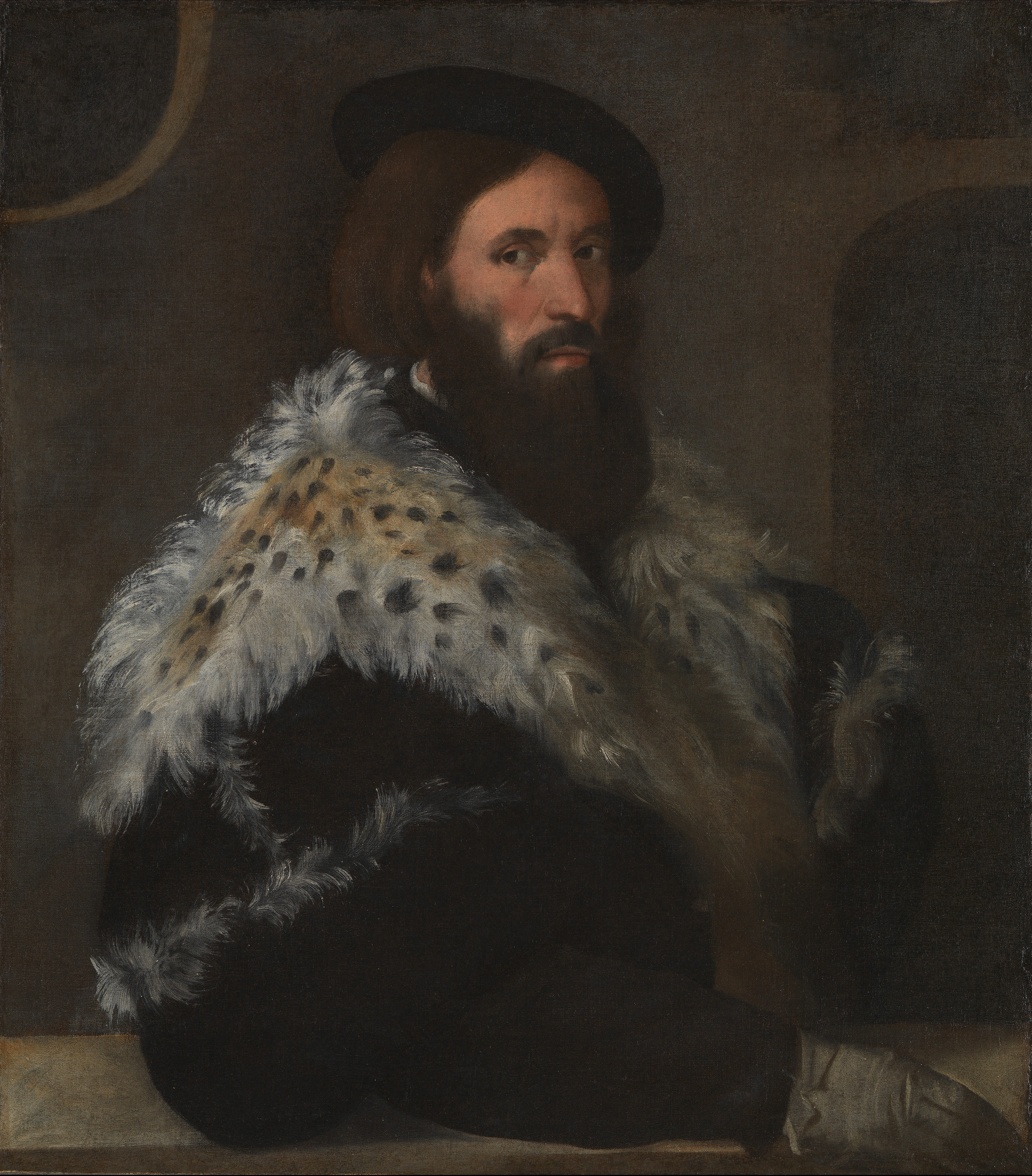
ティツィアーノ・ヴェチェッリオの『ジローラモ・フラカストロの肖像』。

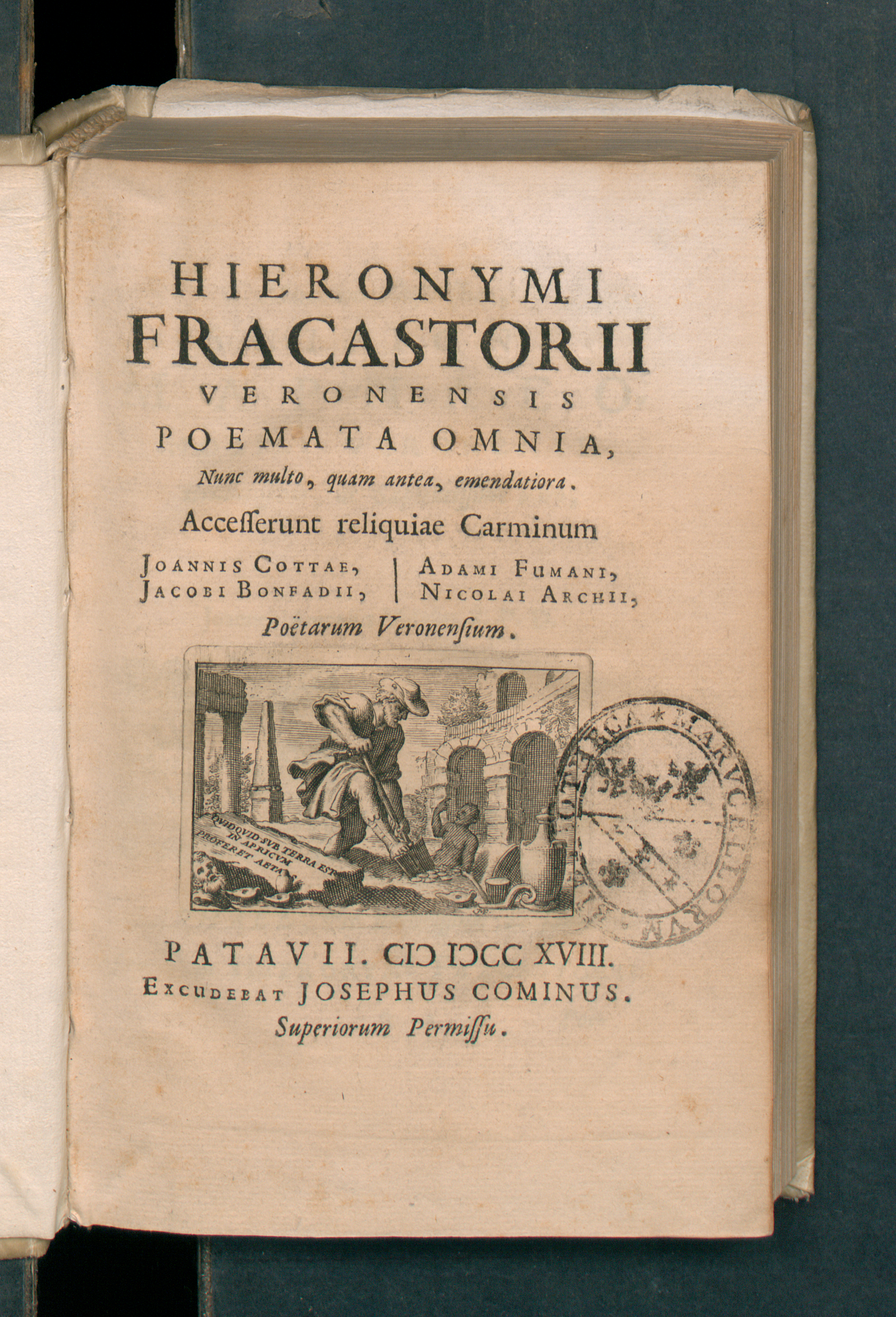
Poemata omnia, 1718

ジローラモ・フラカストロ（Girolamo Fracastoro ラテン名：Fracastorius、1478年 - 1553年8月8日）は、16世紀のイタリアの科学者である。特に伝染病のコンタギオン説（接触伝染説）を提唱したことで知られる。天文学の分野でも彗星が太陽と反対の方向に尾を引くことを著書に著し、地質学の分野では化石が生物起源であることを主張した。
ヴェローナの旧家に生まれ、パドヴァ大学に学んだ。19歳のときにはパドヴァ大学の教授に任命された。パドヴァ大学では同じ頃コペルニクスが学んでいる。当時の学者の例に従い、その研究分野は医学のみならず、天文学・地質学・数学に及んだ。
1530年の著書、『梅毒あるいはフランス病』(Syphilidis, sive Morbi Gallici)および、 1546年の著書『伝染病について』(De Contagione et Contagiosis Morbis)で伝染病の病原菌の観念を述べた。梅毒(Syphilis)やチフス(typhus)の命名者である。
天文学の分野ではピエトロ・アピアーノ(1495 - 1552)とならんで彗星が太陽と反対の方向に尾を引くことを観測したひとりで、1538年天文学の著書“Homocentrica”を著した。

## 著書
- 『梅毒あるいはフランス病』Syphilidis, sive Morbi Gallici (1530)
- Di Vini Temperatura (1534)
- Homocentricorum sive de Stellis, de Causis Criticorum Dierum Libellus (1535)
- Homocentrica (1538)
- 『伝染病について』De Contagione et Contagiosis Morbis (1546)
- Syphilis sive de morbo gallico (Poem 1539)